# Stephan Steingräber
Stephan Steingräber, né le 19 juillet 1951 à Munich, est un universitaire spécialiste de l'archéologie italico-étrusque et de la Grande Grèce.

## Domaines enseignés
- Archéologie classique à l'université Johannes Gutenberg de Mayence
- Archéologie méditerranéenne à l'université de Tokyo.
- Professeur en étruscologie et antiquité italique à l'université de Rome III.
- Membre de plusieurs académies à vocation internationale (travaux au Japon, au Danemark ou aux États-Unis).
- Directeur d'expositions, de conférences et de campagnes de fouilles en Allemagne et en Italie.

## Parutions
Ouvrages consacrés à l'architecture tombale et aux peintures funéraires d'Étrurie et d'Italie méridionale :
- Les Fresques étrusques, traduit de l'allemand par Aude Virey-Wallon et Jean Torrent,  Citadelles & Mazenod, 2006
- Abundance of Life - Etruscan Wall Painting, J. Paul Getty Museum  (ISBN 0-89236-865-9)
- Catalogo raggionato della pittura etrusca, Tokyo, 1984.
- Etrurien. Städte, Heiligtümer, Nekropolen, Hirmer, Munich, 1981,  (ISBN 3-7774-3330-6).